# Ministro das Finanças da Nigéria
O Ministro das Finanças da Nigéria é um alto funcionário do gabinete do Conselho Executivo Federal da Nigéria. A principal responsabilidade do ministro das Finanças é a de gerir as finanças da tesouraria da Nigéria de forma transparente, responsável e eficaz para apoiar as prioridades de desenvolvimento econômico do país. O atual ministro das Finanças é Ngozi Okonjo-Iweala.

## Nomeação
O Ministro das Finanças é nomeado pelo Presidente da Nigéria sujeita à confirmação da nomeação pelo Senado da Nigéria.

## Agenda de responsabilidades
- Preparação de estimativas orçamentárias anuais de receita e despesa do Governo Federal.
- Determinação das políticas fiscais do Governo Federal.
- Mobilização de recursos financeiros internos e externos para fins de desenvolvimento nacional.
- Gestão de reservas cambiais.
- Gestão das Receitas do Governo Federal.
- Avaliação de moeda.
- Regulação da indústria de seguro
- Gestão de alocação de receita.

## Paraestatais e agências
- Gabinete do Tesoureiro Geral da Federação da Nigéria
- Orçamento de Gabinete da Federação
- Serviço de Receita Interna Federal
- Tribunal de Investimento e Segurança
- Comissão Nacional de Seguros
- NEXIM
- Comissão de Seguro de Depósito da Nigéria
- Serviço Aduaneiro da Nigéria
- Segurança e Comissão de Câmbio

## Ministros das Finanças
|                     |               |  |
| NOME                | PERÍODO       |  |
|                     |               |  |
| Festus Okotie-Eboh  | 1960–1966     |  |
| Olu Falae           | 1989–1991     |  |
| Adamu Ciroma        | 1999–2003     |  |
| Ngozi Okonjo-Iweala | 2003–2006     |  |
| Nneadi Usman        | 2006–2007     |  |
| Shamsuddeen Usman   | 2007–presente |  |